# Frank Hill (rugby à XV)
Pour les articles homonymes, voir Frank Hill et Hill.

a Compétitions nationales et continentales officielles uniquement.

b Matchs officiels uniquement.
Frank Hill, né le 13 janvier 1866 à Cardiff (pays de Galles) et mort le 20 avril 1927 dans la même ville, est un joueur international gallois de rugby à XV. Il évolue au poste d'avant tant en sélection nationale qu'en club au Cardiff RFC. Hill connaît quinze sélections sur une période de dix ans avec le capitanat à quatre occasions.

## Biographie
Frank Hill naît à Cardiff au pays de Galles. Il fait ses études au Clifton College de Bristol en Angleterre. Il devient avocat, et a un cabinet dans Cardiff High Street.
En tant que joueur de rugby à XV, Hill honore sa première cape internationale quand il est retenu pour disputer le Tournoi britannique en 1885 pour le match face à l'équipe d'Écosse. Sous le capitanat de Charles Newman du Newport RFC, le match se solde par un résultat nul sans point. Hill dispute deux rencontres du Tournoi 1886, mais il n'est pas retenu l'année suivante. En 1888, Hill connaît enfin sa première victoire internationale 1 à 0, contre l'Écosse à Rodney Parade,,. Le pays de Galles l'emporte en inscrivant un seul essai, œuvre de Thomas Pryce-Jenkins en première mi-temps avant que le match ne se ferme et qu'aucune des deux équipes ne se trouve en position de marquer.
En décembre 1888, Hill est le capitaine de la formation qui affronte une nouvelle équipe sur le sol gallois, l'équipe des Māori de Nouvelle-Zélande en tournée en 1888 et 1889. Le pays de Galles adopte le système à quatre trois-quarts,, pour la première fois depuis son abandon après l'échec de cette tactique contre l'Écosse en 1886. Les Gallois l'emportent et Hill est le capitaine de l'équipe pour le match d'ouverture du Tournoi 1889, face aux Écossais. La formation du XV du Poireau perd la rencontre et il n'est pas retenu pour le match suivant contre l'Irlande, remplacé par Daniel Griffiths. Hill fait son retour avec le capitanat pour le Tournoi 1890, après avoir manqué le match d'ouverture contre l'Angleterre. Lors du dernier match de 1890, c'est Arthur Gould qui est désigné capitaine.
Hill manque les deux tournois suivants, avant de jouer l'intégralité du Tournoi britannique en 1893 ; les joueurs du XV du Chardon remportent pour la première fois le championnat, tout en réussissant également la Triple couronne. Frank Hill est de nouveau sélectionné pour le championnat suivant en 1894, qui débute pour les champions en titre par une lourde défaite (24-3) contre l'Angleterre. Arthur Gould et Hill ne s'entendent pas sur des considérations tactiques en mêlée lors de cette rencontre. Gould demande avant la rencontre que le ballon sorte rapidement des regroupements vers les lignes arrières, pour leur permettre de se porter rapidement vers les lignes anglaises. Hill décide que ce n'est pas la bonne solution et se concentre sur l'effort en mêlée, en dépit de la volonté de Jim Hannan, qui tente en vain de suivre les désirs de son capitaine. La dernière sélection de Frank Hill est contre l'Irlande à Belfast, pour une défaite sous son capitanat.

## Statistiques en équipe nationale
Frank Hill dispute quinze matches avec l'équipe du pays de Galles. Il participe au premier Tournoi britannique remporté par le pays de Galles en obtenant une Triple couronne.
| Année | Compétition         | Matchs | Points | Essais |
| 1885  | Tournoi britannique | 1      | -      | -      |
| 1886  | Tournoi britannique | 2      | -      | -      |
| 1888  | Tournoi britannique | 2      | -      | -      |
| 1888  | Test match          | 1      | -      | -      |
| 1889  | Tournoi britannique | 1      | -      | -      |
| 1890  | Tournoi britannique | 2      | -      | -      |
| 1893  | Tournoi britannique | 3      | -      | -      |
| 1894  | Tournoi britannique | 3      | -      | -      |
| Total | Total               | 15     | 0      | 0      |